# آرامگاه جمشید کیا سلطان رویان
بقعه جمشید کیا سلطان رویان مربوط به سدهٔ ۹ ه‍.ق است و در رویان، خیابان مسجد جامع، گلزار شهدا واقع شده و این اثر در تاریخ ۱ مهر ۱۳۸۲ با شمارهٔ ثبت ۱۰۲۷۹ به‌عنوان یکی از آثار ملی ایران به ثبت رسیده است.